# 添野知生
添野 知生（そえの ちせ、1962年 - ）は、SF映画評論家。

## 経歴・人物
東京都出身。弘前大学人文学部卒業。弘前大学SF研究会出身。WOWOW勤務、「SFオンライン」編集者をへてフリー。 「キネマ旬報」「映画秘宝」「SFマガジン」で連載記事を持つ。90年代、米国ギターポップとオルタナ・カントリーのファンジン「Jem」に参加。
BS朝日のエンタメ情報番組『japanぐる～ヴ』で松崎健夫と共に映画紹介を繰り広げたコーナーが、番組終了後スピンオフの形で「映画Tube【そえまつ映画館】」として配信開始した（2023年1月13日配信分以降は体調不良により欠席が続いている）。

## 著作

### 共著
- 『宇宙貨物船レムナント6　SF映画のつくりかた』（堺三保との共編・著、佐々木淳編、ワイズ出版） 1996
- 『2001:キューブリック、クラーク』マイケル・ベンソン 著,中村融, 内田昌之, 小野田和子 訳,添野知生 監修 早川書房 2018
- 『マーベル・シネマティック・ユニバース音楽考 : 映画から聴こえるポップミュージックの意味』高橋芳朗共著 イースト・プレス 2022

## 翻訳書
- 『ヘルボーイ 2』マイク・ミニョーラ 著 堺三保, 海法紀光との共訳　小学館集英社プロダクション 2010 (Shopro books. DARK HORSE BOOKS)

## 出演
- 『WOWOWぷらすと』（WOWOW） - 堺三保とともに「SFおじさんズ」として出演